# Kimberley Unser
Kimberley Sara Louise Unser (* 11. Dezember 1985 in Simmern/Hunsrück) ist eine deutsche Köchin.

## Leben
Nach dem Abitur studierte sie zunächst Soziologie, absolvierte dann aber bis 2009 eine Koch-Ausbildung im Gourmet-Restaurant „Artisan“ in Hamburg. Nach Küchenposten in Hamburg und Frankfurt wurde sie 2010 Küchenchefin im Seven Swans in Frankfurt.
2011 wurde sie vom Gault-Millau zur „Entdeckung des Jahres“ gekürt.
Im Juni 2014 ging Kimberley Unser in die Babypause.